# Uxegney
Uxegney – miejscowość i gmina we Francji, w regionie Grand Est, w departamencie Wogezy.
Według danych na rok 1990 gminę zamieszkiwało 1 745 osób, a gęstość zaludnienia wynosiła 195 osób/km² (wśród 2335 gmin Lotaryngii Uxegney plasuje się na 243. miejscu pod względem liczby ludności, natomiast pod względem powierzchni na miejscu 670.).